# European Rugby Champions Cup 2018-2019
European Rugby Champions Cup 2018-19 fu la 24ª edizione della massima competizione europea per club di rugby a 15, la 5ª organizzata da European Professional Club Rugby (EPCR).
Si tenne dal 12 ottobre 2018 all’11 maggio 2019 tra 20 squadre provenienti da Francia, Inghilterra, Galles, Irlanda e Scozia nel formato di cinque gironi da quattro squadre ciascuno con passaggio ai quarti della vincitrice di ogni girone più le tre migliori seconde.
Dopo 4 anni d'assenza, il birrificio olandese Heineken tornò a sponsorizzare la competizione, che prese il nome commerciale di Heineken Champions Cup tranne che in Francia, Paese in cui la legge Évin del 1991 proibisce l'uso di associazione di marchi di tabacco e alcoolici a eventi sportivi, e in cui fu nota come Champions Cup 2018-19.
Con l'ingresso di due franchise sudafricane nel Pro12, rinominato quindi Pro14 e ripartito in gironi, cambiarono anche i criteri d'ammissione delle squadre alla Champions Cup: 6 partecipanti ciascuno provennero dai campionati inglese e francese, e 7 dal Pro14, ovvero le migliori tre europee di ogni girone più la vincente di uno spareggio tra le due squadre quarte classificate a prescindere dall'appartenenza a una federazione partecipante; fu quindi eliminata la partecipazione garantita ad ogni federazione di almeno un club, e per la prima volta l'Italia non iscrisse una propria squadra alla competizione.
Il ventesimo posto fu garantito alla vincitrice della Champions Cup precedente o, qualora già qualificata per la posizione in campionato, a quella della Challenge Cup.
La finale si tenne al St James' Park, stadio normalmente in uso al club calcistico inglese del Newcastle Utd, e vide la vittoria per 20-10 del Saracens, al suo terzo titolo, sui campioni uscenti del Leinster.
Il valore delle marcature, come stabilito da World Rugby nel 2017, è: 5 punti per ciascuna meta (7 se trasformata), 7 punti per la meta tecnica, 3 punti per la realizzazione di ciascun calcio piazzato, idem per il drop.

## Formula
Le squadre furono ripartite in cinque gironi da quattro squadre ciascuno.
Ai quarti di finale accedettero la prima classificata di ciascuno dei cinque gironi più le tre seconde migliori classificate per punteggio e differenza punti marcati.
Il punteggio ai fini della classifica fu quello a bonus dell'Emisfero Sud, che per ogni partita prevede:
- 4 punti per la vittoria
- 2 punti ciascuno per il pareggio
- 0 punti per la sconfitta
- 1 punto aggiuntivo per la o le squadre che realizzino almeno 4 mete
- 1 eventuale punto per la squadra sconfitta con sette o meno punti di scarto.

Le squadre prime classificate, in ordine decrescente di punteggio in classifica e, a parità di esso, di differenza punti marcati/subiti, occuparono i posti del seeding da 1 a 5; le seconde classificate, ordinate secondo lo stesso criterio, i posti dal 6 all'8.
I quarti di finale videro le squadre con il ranking da 1 a 4 affrontare in gara unica sul proprio campo quelle con seeding rispettivamente da 8 a 5 secondo il seguente ordine:
1. seeding 1 – seeding 8
2. seeding 4 – seeding 5
3. seeding 3 – seeding 6
4. seeding 2 – seeding 7

Le due semifinali furono:
1. vincitore QF1 – Vincitore QF2
2. vincitore QF3 – Vincitore QF4

Il regolamento previde che qualora un club di seeding inferiore vincesse il proprio quarto di finale, questi avesse il diritto di disputare la semifinale sul terreno di propria scelta: per esempio, in caso che i due club dei due primi quarti di finale con il seeding più alto (rispettivamente 1 e 4) avessero vinto il proprio incontro, la semifinale si sarebbe disputata normalmente in casa del club con il seeding 1; se invece uno tra i club con il seeding 5 od 8 avesse vinto il proprio quarto di finale, esso avrebbe avuto il vantaggio interno in semifinale; nel caso in cui entrambi i club con seeding 5 od 8 avessero vinto il proprio quarto, il vantaggio del campo interno sarebbe stato del club con il seeding numero 5.
Parimenti, per la seconda semifinale, nulla sarebbe cambiato qualora a qualificarsi fossero stati i club con il seeding 3 e 2, con vantaggio interno a quest'ultimo; i club con il seeding 6 e 7 avrebbero avuto il vantaggio della semifinale in casa qualora avessero battuto i propri avversari; in caso questo fosse successo in entrambi gli incontri, allora la squadra di casa in semifinale sarebbe stata la numero 6 del seeding.
La finale si tenne in gara unica al St James' Park di Newcastle upon Tyne.

## Squadre partecipanti
| Girone A            | Girone B                 | Girone C                  |
| ------------------- | ------------------------ | ------------------------- |
| Bath (Inghilterra)  | Castres (Francia)        | Cardiff Blues (Galles)    |
| Leinster (Irlanda)  | Exeter (Inghilterra)     | Glasgow Warriors (Scozia) |
| Tolosa (Francia)    | Gloucester (Inghilterra) | Lione (Francia)           |
| Wasps (Inghilterra) | Munster (Irlanda)        | Saracens (Inghilterra)    |

| Girone D                | Girone E                |
| ----------------------- | ----------------------- |
| Leicester (Inghilterra) | Edimburgo (Scozia)      |
| Racing 92 (Francia)     | Montpellier (Francia)   |
| Scarlets (Galles)       | Newcastle (Inghilterra) |
| Ulster (Irlanda)        | Tolone (Francia)        |

## Fase a gironi

### Girone A
|            | Incontri          |       |
| ---------- | ----------------- | ----- |
| 12-10-2018 | Leinster - Wasps  | 52-3  |
| 13-10-2018 | Bath - Tolosa     | 20-22 |
| 20-10-2018 | Wasps - Bath      | 35-35 |
| 21-10-2018 | Tolosa - Leinster | 28-27 |
| 8-12-2018  | Bath - Leinster   | 10-17 |
| 8-12-2018  | Wasps - Tolosa    | 16-24 |
| 15-12-2018 | Tolosa - Wasps    | 42-27 |
| 15-12-2018 | Leinster - Bath   | 42-15 |
| 12-1-2019  | Leinster - Tolosa | 29-13 |
| 12-1-2019  | Bath - Wasps      | 18-16 |
| 20-1-2019  | Tolosa - Bath     | 20-17 |
| 20-1-2019  | Wasps - Leinster  | 19-37 |

#### Classifica
| Pos | Squadra  | G | V | N | P | PF  | PS  | P±  | BP | PT |
| --- | -------- | - | - | - | - | --- | --- | --- | -- | -- |
| A1  | Leinster | 6 | 5 | 0 | 1 | 204 | 88  | 116 | 5  | 25 |
| A2  | Tolosa   | 6 | 5 | 0 | 1 | 149 | 136 | 13  | 1  | 21 |
| A3  | Bath     | 6 | 1 | 1 | 4 | 115 | 152 | −37 | 4  | 10 |
| A4  | Wasps    | 6 | 0 | 1 | 5 | 116 | 208 | −92 | 2  | 4  |

### Girone B
|            | Incontri             |       |
| ---------- | -------------------- | ----- |
| 13-10-2018 | Exeter - Munster     | 10-10 |
| 14-10-2018 | Gloucester - Castres | 19-14 |
| 20-10-2018 | Castres - Exeter     | 29-25 |
| 20-10-2018 | Munster - Gloucester | 36-22 |
| 8-12-2018  | Exeter - Gloucester  | 19-27 |
| 9-12-2018  | Munster - Castres    | 30-5  |
| 14-12-2018 | Gloucester - Exeter  | 17-29 |
| 15-12-2018 | Castres - Munster    | 13-12 |
| 11-1-2019  | Gloucester - Munster | 15-41 |
| 13-1-2019  | Exeter - Castres     | 34-12 |
| 19-1-2019  | Castres - Gloucester | 24-22 |
| 19-1-2019  | Munster - Exeter     | 9-7   |

#### Classifica
| Pos | Squadra    | G | V | N | P | PF  | PS  | P±  | BP | PT |
| --- | ---------- | - | - | - | - | --- | --- | --- | -- | -- |
| B1  | Munster    | 6 | 4 | 1 | 1 | 138 | 72  | 66  | 3  | 21 |
| B2  | Exeter     | 6 | 2 | 1 | 3 | 124 | 104 | 20  | 4  | 14 |
| B3  | Castres    | 6 | 3 | 0 | 3 | 97  | 142 | −45 | 2  | 14 |
| B4  | Gloucester | 6 | 2 | 0 | 4 | 122 | 163 | −41 | 1  | 9  |

### Girone C
|            | Incontri           |       |
| ---------- | ------------------ | ----- |
| 14-10-2018 | Lione - Cardiff    | 21-30 |
| 14-10-2018 | Glasgow - Saracens | 3-13  |
| 20-10-2018 | Saracens - Lione   | 29-10 |
| 21-10-2018 | Cardiff - Glasgow  | 12-29 |
| 8-12-2018  | Lione - Glasgow    | 22-42 |
| 9-12-2018  | Saracens - Cardiff | 51-25 |
| 15-12-2018 | Cardiff - Saracens | 14-26 |
| 15-12-2018 | Glasgow - Lione    | 21-10 |
| 13-1-2019  | Lione - Saracens   | 10-28 |
| 13-1-2019  | Glasgow - Cardiff  | 33-24 |
| 19-1-2019  | Saracens - Glasgow | 38-19 |
| 19-1-2019  | Cardiff - Lione    | 33-14 |

#### Classifica
| Pos | Squadra          | G | V | N | P | PF  | PS  | P±  | BP | PT |
| --- | ---------------- | - | - | - | - | --- | --- | --- | -- | -- |
| C1  | Saracens         | 6 | 6 | 0 | 0 | 185 | 81  | 104 | 4  | 28 |
| C2  | Glasgow Warriors | 6 | 4 | 0 | 2 | 147 | 119 | 28  | 3  | 19 |
| C3  | Cardiff Blues    | 6 | 2 | 0 | 4 | 138 | 174 | −36 | 2  | 10 |
| C4  | Lione            | 6 | 0 | 0 | 6 | 87  | 183 | −96 | 0  | 0  |

### Girone D
|            | Incontri              |       |
| ---------- | --------------------- | ----- |
| 13-10-2018 | Scarlets - Racing 92  | 13-14 |
| 13-10-2018 | Ulster - Leicester    | 24-10 |
| 19-10-2018 | Leicester - Scarlets  | 45-27 |
| 20-10-2018 | Racing 92 - Ulster    | 44-12 |
| 7-12-2018  | Scarlets - Ulster     | 24-25 |
| 9-12-2018  | Racing 92 - Leicester | 36-26 |
| 14-12-2018 | Ulster - Scarlets     | 30-15 |
| 16-12-2018 | Leicester - Racing 92 | 11-34 |
| 12-1-2019  | Ulster - Racing 92    | 26-22 |
| 12-1-2019  | Scarlets - Leicester  | 33-10 |
| 19-1-2019  | Racing 92 - Scarlets  | 46-33 |
| 19-1-2019  | Leicester - Ulster    | 13-14 |

#### Classifica
| Pos | Squadra   | G | V | N | P | PF  | PS  | P±  | BP | PT |
| --- | --------- | - | - | - | - | --- | --- | --- | -- | -- |
| D1  | Racing 92 | 6 | 5 | 0 | 1 | 196 | 121 | 75  | 6  | 26 |
| D2  | Ulster    | 6 | 5 | 0 | 1 | 131 | 128 | 3   | 2  | 22 |
| D3  | Scarlets  | 6 | 1 | 0 | 5 | 145 | 170 | −25 | 3  | 7  |
| D4  | Leicester | 6 | 1 | 0 | 5 | 115 | 168 | −53 | 3  | 7  |

### Girone E
|            | Incontri                |       |
| ---------- | ----------------------- | ----- |
| 13-10-2018 | Montpellier - Edimburgo | 21-15 |
| 14-10-2018 | Tolone - Newcastle      | 25-26 |
| 20-10-2018 | Edimburgo - Tolone      | 40-14 |
| 21-10-2018 | Newcastle - Montpellier | 23-20 |
| 7-12-2018  | Edimburgo - Newcastle   | 31-13 |
| 8-12-2018  | Tolone - Montpellier    | 38-28 |
| 16-12-2018 | Montpellier - Tolone    | 34-13 |
| 16-12-2018 | Newcastle - Edimburgo   | 8-21  |
| 12-1-2019  | Montpellier - Newcastle | 45-8  |
| 12-1-2019  | Tolone - Edimburgo      | 17-28 |
| 18-1-2019  | Newcastle - Tolone      | 24-27 |
| 18-1-2019  | Edimburgo - Montpellier | 19-10 |

#### Classifica
| Pos | Squadra     | G | V | N | P | PF  | PS  | P±  | BP | PT |
| --- | ----------- | - | - | - | - | --- | --- | --- | -- | -- |
| E1  | Edimburgo   | 6 | 5 | 0 | 1 | 154 | 83  | 71  | 3  | 23 |
| E2  | Montpellier | 6 | 3 | 0 | 3 | 158 | 116 | 42  | 4  | 16 |
| E3  | Tolone      | 6 | 2 | 0 | 4 | 134 | 180 | −46 | 2  | 10 |
| E4  | Newcastle   | 6 | 2 | 0 | 4 | 102 | 169 | −67 | 1  | 9  |

## Seedingdopo la fase a gironi
| Pos | Squadra          | G | V | N | P | PF  | PS  | DP   | BMP | Pt |
| --- | ---------------- | - | - | - | - | --- | --- | ---- | --- | -- |
| 1   | Saracens         | 6 | 6 | 0 | 0 | 185 | 81  | +104 | 4   | 28 |
| 2   | Racing 92        | 6 | 5 | 0 | 1 | 196 | 121 | +75  | 6   | 26 |
| 3   | Leinster         | 6 | 5 | 0 | 1 | 204 | 88  | +116 | 5   | 25 |
| 4   | Edimburgo        | 6 | 5 | 0 | 1 | 154 | 83  | +71  | 3   | 23 |
| 5   | Munster          | 6 | 4 | 1 | 1 | 138 | 72  | +66  | 3   | 21 |
| 6   | Ulster           | 6 | 5 | 0 | 1 | 131 | 128 | +3   | 2   | 22 |
| 7   | Tolosa           | 6 | 5 | 0 | 1 | 149 | 136 | +13  | 1   | 21 |
| 8   | Glasgow Warriors | 6 | 4 | 0 | 2 | 147 | 119 | +28  | 3   | 19 |
| 9   | Montpellier      | 6 | 3 | 0 | 3 | 158 | 116 | +42  | 4   | 16 |
| 10  | Exeter           | 6 | 2 | 1 | 3 | 124 | 104 | +20  | 4   | 14 |

## Play-off
|  | Quarti di finale | Quarti di finale | Quarti di finale |          |          | Semifinali | Semifinali | Semifinali |  |  | Finale | Finale | Finale |  |
|  |                  |                  |                  |          |          |            |            |            |  |  |        |        |        |  |
|  | 1                | Saracens         | 56               |          |          |            |            |            |  |  |        |        |        |  |
|  | 1                | Saracens         | 56               |          |          |            |            |            |  |  |        |        |        |  |
|  | 8                | Glasgow Warriors | 27               |          |          |            |            |            |  |  |        |        |        |  |
|  | 8                | Glasgow Warriors | 27               |          | Saracens | Saracens   | 32         |            |  |  |        |        |        |  |
|  |                  |                  |                  |          | Saracens | Saracens   | 32         |            |  |  |        |        |        |  |
|  |                  |                  | Munster          | Munster  | 16       |            |            |            |  |  |        |        |        |  |
|  | 4                | Edimburgo        | Munster          | Munster  | 16       | 13         |            |            |  |  |        |        |        |  |
|  | 4                | Edimburgo        |                  |          |          |            |            |            |  |  |        |        |        |  |
|  | 5                | Munster          | 17               |          |          |            |            |            |  |  |        |        |        |  |
|  | 5                | Munster          | 17               |          | Saracens | Saracens   | 20         |            |  |  |        |        |        |  |
|  |                  |                  |                  |          |          |            |            |            |  |  |        |        |        |  |
|  |                  |                  | Leinster         | Leinster | 10       |            |            |            |  |  |        |        |        |  |
|  | 3                | Leinster         | Leinster         | Leinster | 10       | 21         |            |            |  |  |        |        |        |  |
|  | 3                | Leinster         |                  |          |          |            |            |            |  |  |        |        |        |  |
|  | 6                | Ulster           | 18               |          |          |            |            |            |  |  |        |        |        |  |
|  | 6                | Ulster           | 18               |          | Leinster | Leinster   | 30         |            |  |  |        |        |        |  |
|  |                  |                  |                  |          | Leinster | Leinster   | 30         |            |  |  |        |        |        |  |
|  |                  |                  | Tolosa           | Tolosa   | 12       |            |            |            |  |  |        |        |        |  |
|  | 2                | Racing 92        | Tolosa           | Tolosa   | 12       | 21         |            |            |  |  |        |        |        |  |
|  | 2                | Racing 92        |                  |          |          |            |            |            |  |  |        |        |        |  |
|  | 7                | Tolosa           | 22               |          |          |            |            |            |  |  |        |        |        |  |

### Quarti di finale
| Arbitro: | Pascal Gaüzère |

|                    |      |                            |
| C. Dean 26’        | mt   | 18’, 70’ Earls             |
| v.d. Walt 26’      | tr   | 18’ Carbery 70’ Bleyendaal |
| v.d. Walt 35’, 50’ | c.p. | 46’ Bleyendaal             |

| Arbitro: | Nigel Owens |

|                                                                           |      |                                       |
| L. Williams 4’, 48’ Strettle 25’, 56’ Barritt 29’ George 62’ Tompkins 70’ | mt   | 1’ Price 66’ G. Horne 80’ M. Fagerson |
| Lozowski 4’, 29’, 48’, 56’, 62’, 70’                                      | tr   | 1’, 66’, 80’ A. Hastings              |
| Lozowski 14’, 42’, 54’                                                    | c.p. | 32’, 37’ A. Hastings                  |

| Arbitro: | Romain Poite |

|                           |      |                           |
| R. Byrne 10’ A. Byrne 53’ | mt   | 5’ Treadwell 63’ Marshall |
| R. Byrne 53’              | tr   | 5’ Cooney                 |
| R. Byrne 30’, 34’, 71’    | c.p. | 21’, 38’ Cooney           |

| Arbitro: | Luke Pearce |

|                         |      |                             |
| Thomas 18’ Chat 73’     | mt   | 6’, 35’ Dupont 30’ Médard   |
| Machenaud 18’           | tr   | 6’ Z. Holmes 35’ R. Ntamack |
| Machenaud 13’, 48’, 54’ | c.p. | 67’ Ramos                   |

### Semifinali
| Arbitro: | Jérôme Garcès |

|                                     |      |                               |
| Rhodes 42’ B. Vunipola 71’          | mt   | 60’ Sweetnam                  |
| Farrell 42’, 71’                    | tr   | 60’ Hanrahan                  |
| Farrell 1’, 17’, 26’, 40’, 47’, 53’ | c.p. | 9’, 30’ Bleyendaal 36’ Murray |

| Arbitro: | Wayne Barnes |

|                                   |      |                                |
| Lowe 13’ L. McGrath 25’ Fardy 52’ | mt   |                                |
| Sexton 13’, 25’, 52’              | tr   |                                |
| Sexton 10’, 65’ R. Byrne 77’      | c.p. | 5’, 30’, 44’ Ramos 59’ Ntamack |

### Finale
| Arbitro: | Jérôme Garcès |

|                                |      |             |
| Maitland 40+2’ B. Vunipola 66’ | mt   | 31’ Furlong |
| Farrell 40+2’, 66’             | tr   | 31’ Sexton  |
| Farrell 38’, 58’               | c.p. | 3’ Sexton   |